# Manoir de Koik
Le manoir de Koik (en allemand : Gutshaus Koik, en estonien : Koigi mõis) est un ancien petit château seigneurial qui se trouve en Estonie dans la région de Järva et le village de Koigi (anciennement Koik).

## Histoire

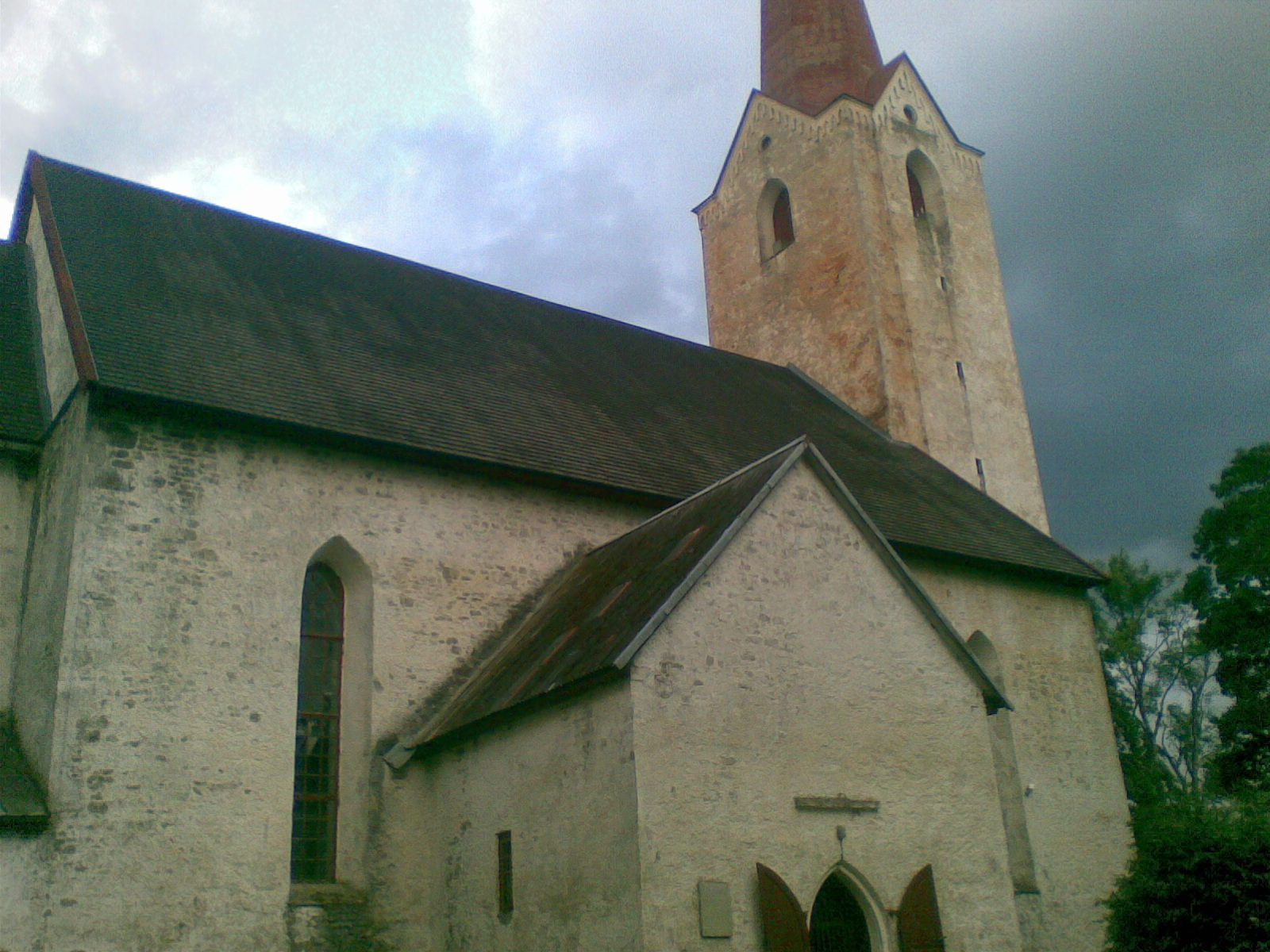
Vue de l’église Saint-Pierre de la paroisse Sankt-Petri de Jerwen.

C’est en 1758 que le baron Adam Friedrich von Stackelberg (1703–1768) vend une partie de son domaine de Mexhof à Johann Adam von Grünewaldt, constituant le domaine de Koik. Ses terres se trouvent alors dans la paroisse de Sankt-Petri du district de Jerwen. Le manoir est achevé en 1771. Il se présente sous la forme d’un bâtiment en longueur sans étage, sauf pour le petit fronton triangulaire en son milieu qui constitue un étage à trois ouvertures. Il est soutenu par une petite colonnade tétrastyle dorique. À chaque bout de la façade un fronton en arc de cercle chapeaute une légère avancée. Des aménagements intérieur ont lieu tout au long du XIXe siècle. L’on remarque des bâtiments agricoles en style néogothique autour du château.
Le château passe en 1792 à Johann Georg von Grünewaldt (1763-1817), puis en 1817 à son fils puîné Otto Magnus von Grünewaldt (1801-1890) qui possède aussi le manoir de Brandten à partir de 1834. Il épouse Mathilde von Wolff (1802–1860) qui lui donne huit fils et accède au rang de chambellan (Kammerherr) à la cour de Russie. Le manoir est remanié entre 1836 et 1846. Il passe par héritage ainsi que ses terres au sixième fils d’Otto Magnus, Johann Georg Ernst von Grünewaldt (1835-1901), homme politique balte, puis à son fils Otto Johann Werner en 1902. Celui-ci en est expulsé en 1919, lorsque les biens de la noblesse terrienne sont nationalisés par le nouveau gouvernement estonien.